# Paul Huson

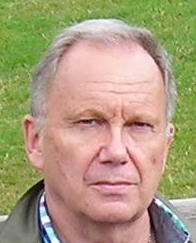
Paul Huson

Paul Huson (* 19. September 1942 in London) ist ein britischer Autor und Drehbuchautor.

## Leben
Von 1949 bis 1956 besuchte Huson die North Bridge House School und die  Leighton Park School von 1956 bis 1959. Er studierte an der Slade School of Fine Art an der Universität London Kunst, Film und Bühnentechnik. Von 1965 bis 1968 arbeitete Huson als Regisseur für das britische Fernsehen BBC sowie Columbia Pictures, UK. 1968 wanderte Huson in die Vereinigten Staaten aus. In den Vereinigten Staaten begann er Drehbücher für das US-amerikanische Fernsehen wie Eine amerikanische Familie und James at 15 zu schreiben. Gemeinsam mit seinem Partner William Bast schrieb er Drehbücher von 1982 bis 1987 für die Fernsehserien Detektei mit Hexerei, The Hamptons und Die Colbys – Das Imperium.
Die Fernsehserie Die Colbys gewann 1986 den People’s Choice Award. 1989 schrieben er und Bast eine zweiteilige Serie Twist of Fate, 1991 folgte The Big One: das große Erdbeben in Los Angeles. 1995 schrieben Huson und Bast das Fernsehspiel für Danielle Steel 'populären Roman Secrets. 1995 schrieben sie Deadly Invasion: The Killer Bee Nightmare, den Thriller The Fury Within sowie Power and Beauty, ein kontroverses biografisches Fernsehspiel über die Prominente Judith Exner und ihre Beziehung zu Präsident John F. Kennedy.
Noch während des Studiums an der Slade School of Fine Art studierte Huson nebenbei die Kabbala und die westliche esoterische Tradition mit Dion Fortunes Society of the Inner Light. 1964 arbeitete er als wissenschaftlicher Mitarbeiter von Karlis Osis bei der American Society for Psychical Research in New York City. 1965 studierte er die Geschichte und Praktiken des Hermetischen Ordens der Goldenen Morgenröte und der Stella Matutina unter der Schirmherrschaft von Israel Regardie. Huson schrieb in den folgenden Jahrzehnten ab 1970 eine Reihe populärer Bücher über Okkultismus und verwandte Themen.
Sein langjähriger Lebensgefährte war William Bast, der 2015 verstarb.
Huson ist Mitglied der Organisationen Authors Guild of America, der Academy of Television Arts & Sciences, der Writers Guild of America und der British Academy of Film and Television Arts.

## Werke (Auswahl)
- Mastering Witchcraft (1970)[3]
- The Devil's Picturebook (1971)
- Mastering Herbalism (1974)
- How to Test and Develop your ESP (1975)
- The Keepsake (1981)
- The Offering (1984)
- Mystical Origins of the Tarot (2004)
- Dame Fortune's Wheel Tarot (2009)